# Siegfried Beyer
Siegfried Beyer (* 18. Juli 1943) ist ein ehemaliger deutscher Fußballspieler. Der Flügelstürmer absolvierte von 1969 bis 1971 beim Hamburger SV in der Fußball-Bundesliga 33 Ligaspiele (3 Tore). Im Intertoto-Cup 1970 war er beim Gruppensieg in fünf Einsätzen vierfacher Torschütze.

## Laufbahn
„Siggi“ Beyer spielte von der Jugend an und anschließend im Seniorenbereich, bis 1969 beim 1. FC Phönix Lübeck. Bei den weiß-blau-roten Adlerträgern vom Stadion an der Travemünder Allee belegte er in der Saison 1965/66 in der 1. Amateurliga Schleswig-Holstein den 3. Rang, ehe er im Jahr danach, 1966/67, die Meisterschaft unter Trainer Reinhold Ertel mit seinen Mannschaftskameraden erringen konnte. In der Aufstiegsrunde zur zweitklassigen Fußball-Regionalliga Nord setzte er sich mit Phönix mit 11:1 Punkten gegen die Konkurrenten Leu Braunschweig, 1. FC Wolfsburg und TSV Langenhorn durch und schaffte damit auch den Aufstieg. Das erste Regionalligaspiel war das „Derby“ gegen den lokalen Konkurrenten VfB Lübeck am 13. August 1967. Das Spiel endete vor ca. 15.000 Zuschauern 1:1 und Beyer hatte in der 50. Minute Phönix mit 1:0 in Führung gebracht. In den zwei Runden 1967/68 und 1968/69 belegten Beyer und Kollegen jeweils den 6. Rang und das Kapitel Phönix Lübeck war für Beyer und Mannschaftskamerad Peter Nogly im Sommer 1969 mit dem Wechsel zum Bundesligisten Hamburger SV beendet. Nach 57 Regionalligaeinsätzen mit 21 Toren versuchte er sich ab der Saison 1969/70 in der Bundesliga.
Neben Beyer und Nogly hatten die Rautenträger auch noch Klaus Zaczyk und Norbert Hof neu unter Vertrag genommen. Am ersten Rundenspieltag, den 16. August 1969, bei einem 2:1-Heimerfolg gegen den 1. FC Kaiserslautern debütierte „Siggi“ auf Rechtsaußen in der Bundesliga. Nogly lief als Vorstopper und Zaczyk und Hof im Mittelfeld unter Traineraltmeister Georg Knöpfle auf. Am Rundenende belegte der HSV den 6. Rang und Beyer hatte 20 Ligaspiele (1 Tor) absolviert. Zusätzlich hatte er auch noch im DFB-Pokal bei einer 0:2-Auswärtsniederlage bei Eintracht Frankfurt mitgewirkt. Entgegen seiner mangelnden Torgefährlichkeit in der Bundesliga bewies er unter Jungtrainer Klaus-Dieter Ochs in der Intertoto-Runde im Mai/Juni 1970 gegen IFK Göteborg, ADO Den Haag und den RSC Anderlecht bei fünf Einsätzen mit vier Toren, dass er auch den Torabschluss zuweilen verstand. Bei den 1:0 und 2:1-Erfolgen gegen Göteborg und Anderlecht am 13. Juni beziehungsweise dem 20. Juni zeichnete er sich als alleiniger HSV-Torschütze aus. In seinem zweiten Bundesligajahr kamen lediglich noch 13 weitere Einsätze mit zwei Toren hinzu und mit dem Spiel am 29. Mai 1971, einem 2:1-Heimerfolg gegen Borussia Dortmund, verabschiedete sich der Mann aus Lübeck aus der Bundesliga und vom HSV. An der Seite von Mittelstürmer Gerd Klier und Linksaußen Gert Dörfel hatte er auf Rechtsaußen einen Treffer beigesteuert.
Insgesamt absolvierte der Stürmer 33 Spiele und erzielte dabei drei Tore. 1971 wechselte er zum FC St. Pauli in die Regionalliga, die damals die zweithöchste Spielklasse im deutschen Fußball war, und blieb dort bis 1973. In den zwei Runden bei St. Pauli feierte er zwei Meisterschaftsgewinne, aber nicht den Aufstieg in die Bundesliga. Nach 36 Regionalligaeinsätzen (6 Tore) und acht Spielen mit zwei Toren in der Bundesligaaufstiegsrunde 1972 wechselte er im Sommer 1973 in das Amateurlager zurück und schloss sich dem SV St. Georg in der Landesliga Hamburg an.